# Paston
Paston är en ort och civil parish i Storbritannien.   Den ligger i grevskapet Norfolk och riksdelen England, i den sydöstra delen av landet, 180 km nordost om huvudstaden London. Paston ligger 22 meter över havet och antalet invånare är 265.
Terrängen runt Paston är platt. Havet är nära Paston åt nordost. Runt Paston är det ganska tätbefolkat, med 104 invånare per kvadratkilometer. Närmaste större samhälle är North Walsham, 5,3 km sydväst om Paston. Trakten runt Paston består till största delen av jordbruksmark.